# Kościół św. Jana we Flensburgu
Kościół św. Jana (niem. Johanniskirche) – luterańska świątynia parafialna znajdująca się w niemieckim mieście Flensburg.

## Historia
Świątynię wzniesiono w 1128 roku jako kościół obronny, służący mieszkańcom znajdującej się tu wówczas osady rybackiej. W XIV wieku wzniesiono prezbiterium, a około 1500 roku drewniany strop zastąpiono gotyckim sklepieniem, które pokryto freskami Petera Lykta. W 1735 freski zamalowano, a w 1741 wzniesiono barokową wieżę. W 1910 malowidła odsłonięto, a w latach 1968–1969 odrestaurowano je.

## Wyposażenie
Większość elementów wyposażenia reprezentuje renesans lub barok, zachowała się również późnogotycka chrzcielnica. Organy wykonał w 1723 roku Lambert Daniel Kastens, w 1870 i 1938 instrument został przebudowany przez zakład Marcussen. Podczas przebudowy z lat 1964–1965 usunięto z wieży elementy organów i ulokowano je w całości wewnątrz barokowego prospektu, umożliwiając zamurowanie otworu między emporą a wnętrzem wieży.

## Galeria

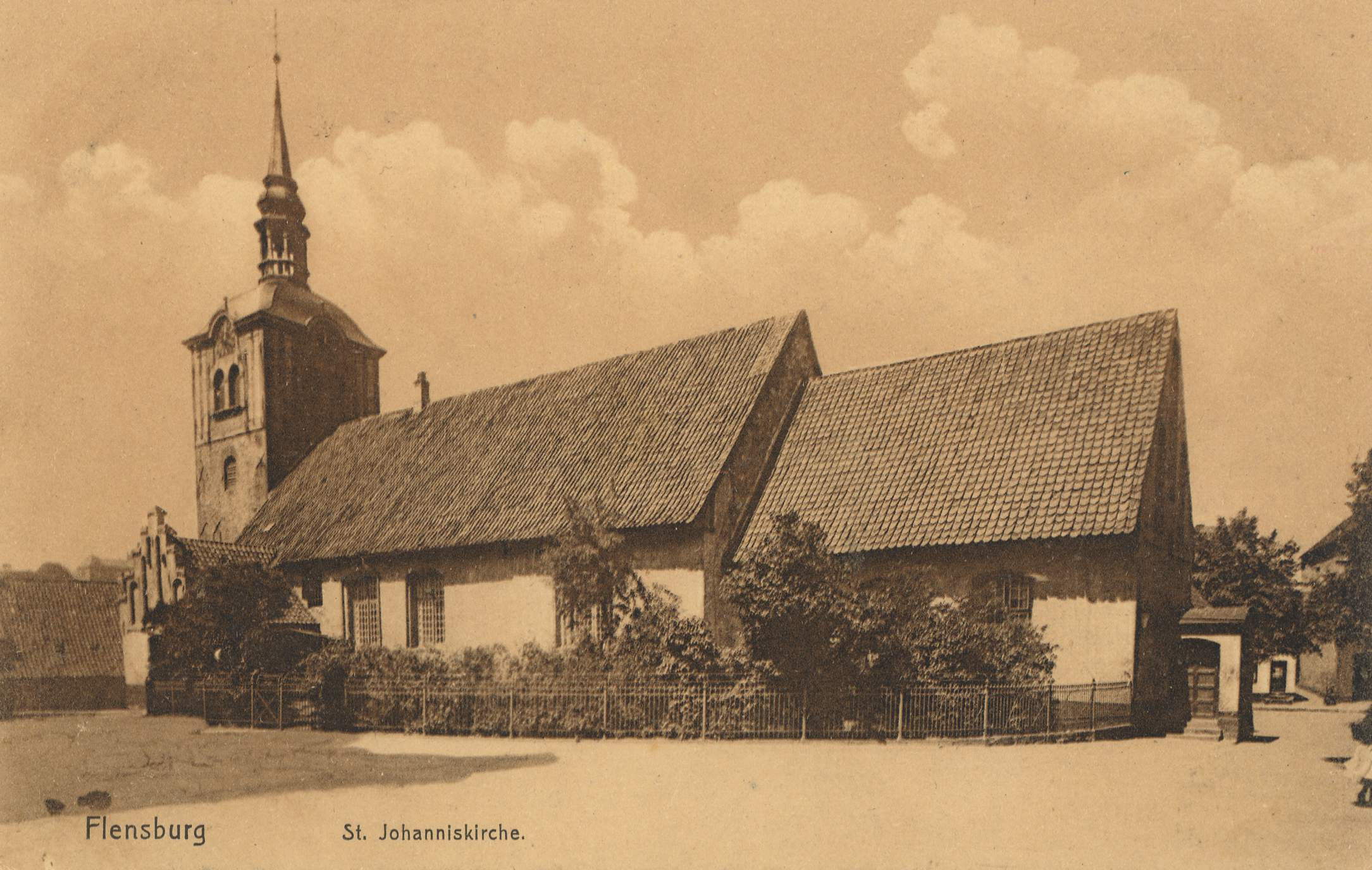
Widok ok. 1900 roku
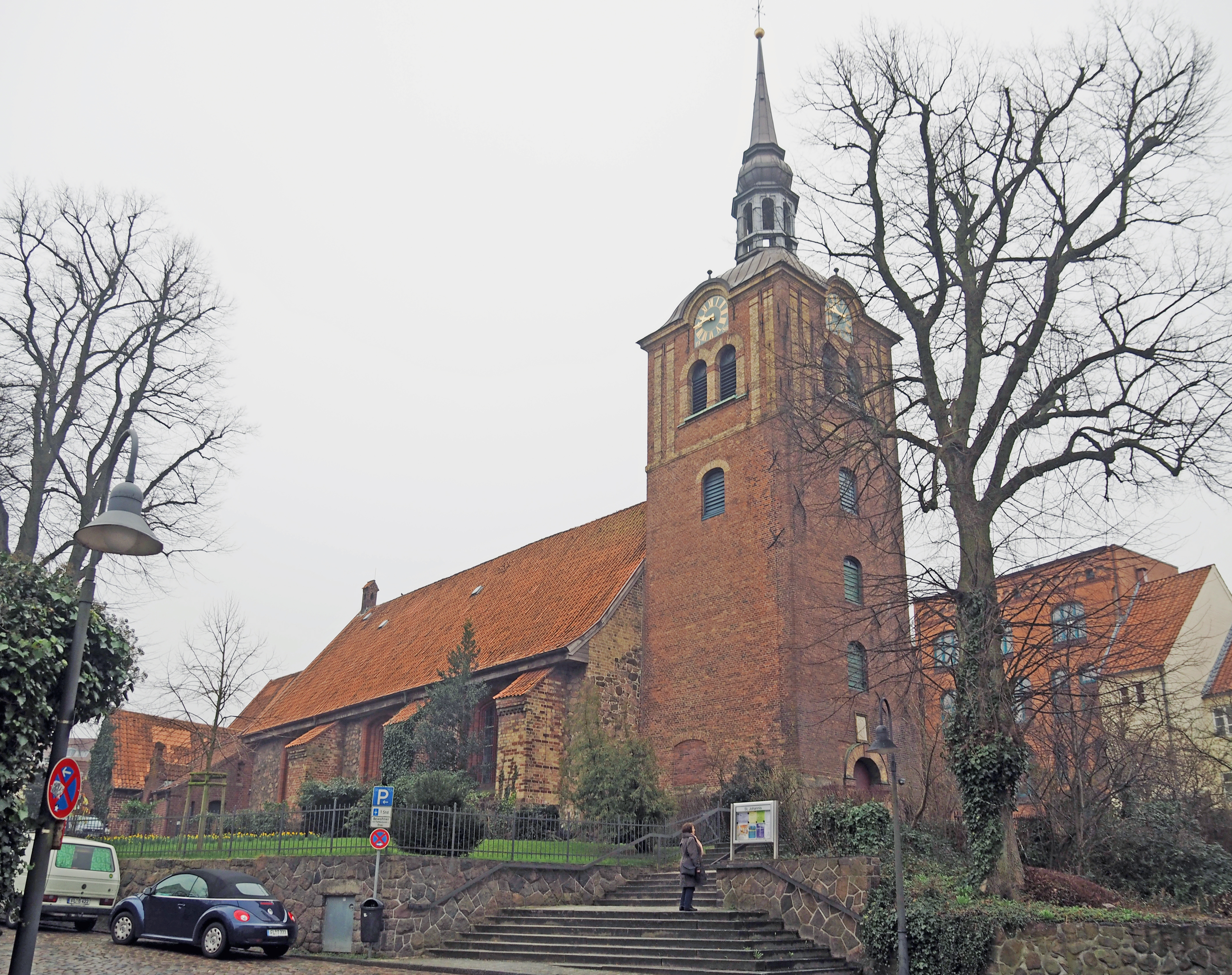
Widok z północnego zachodu
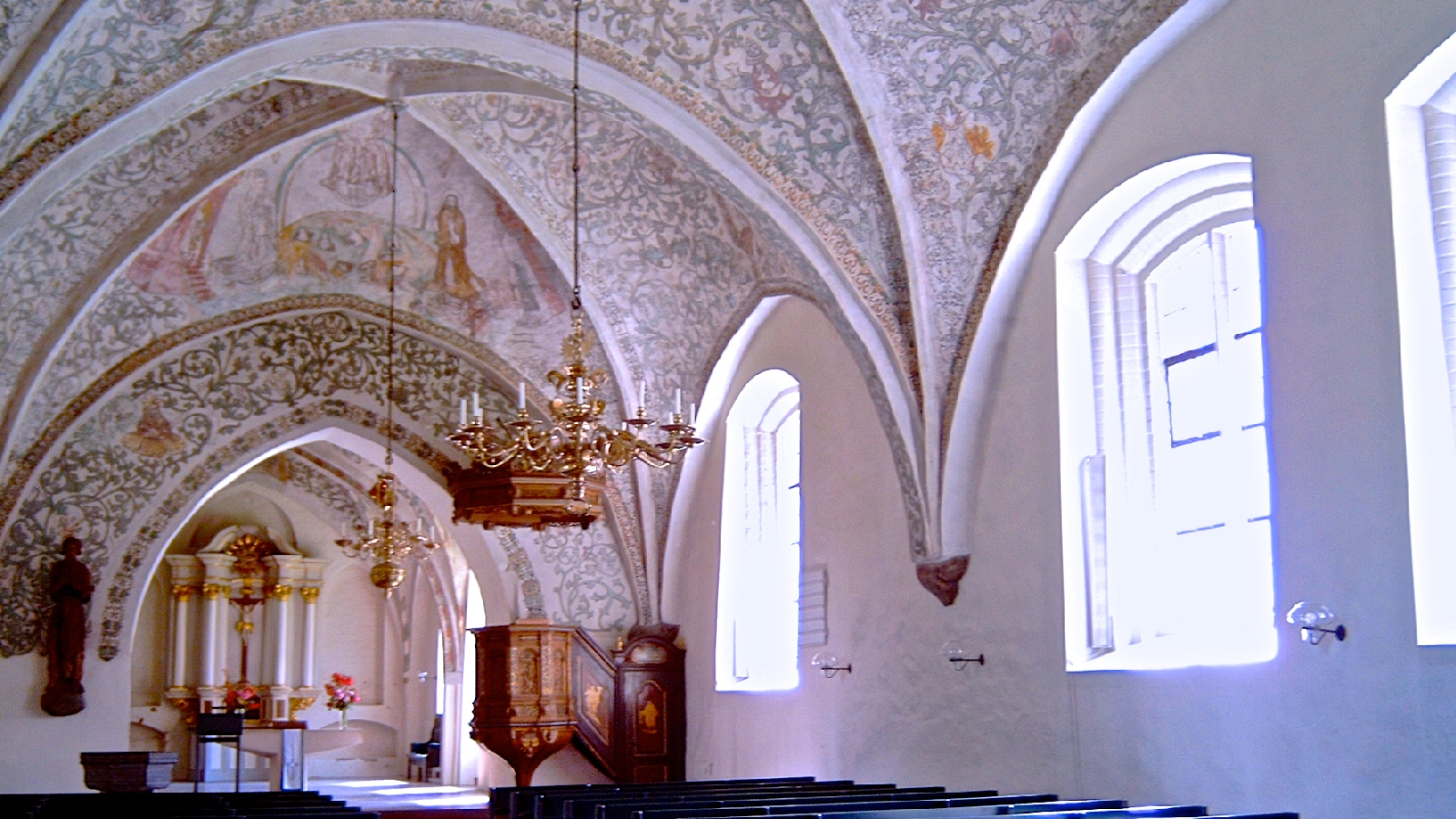
Wnętrze
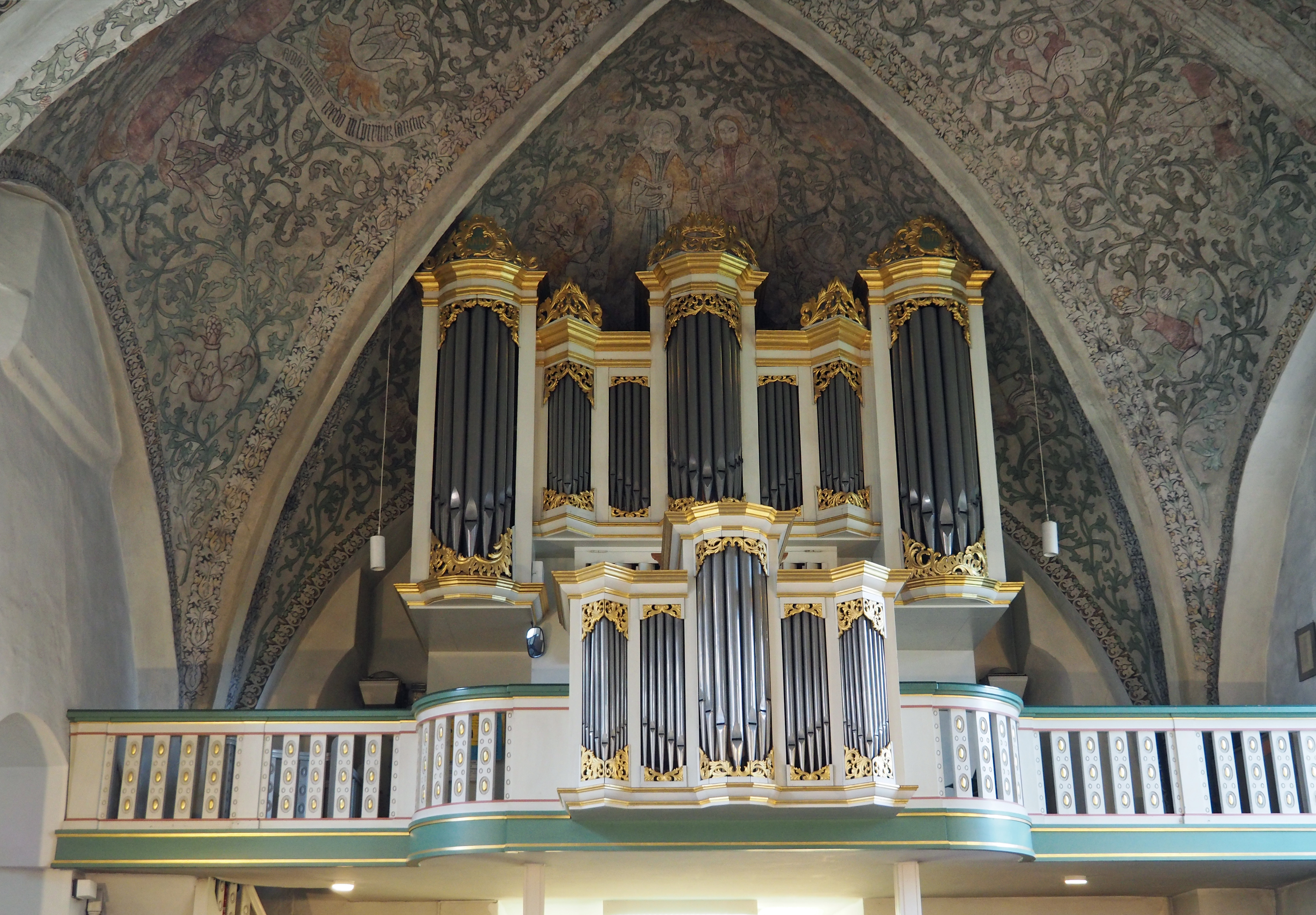
Organy
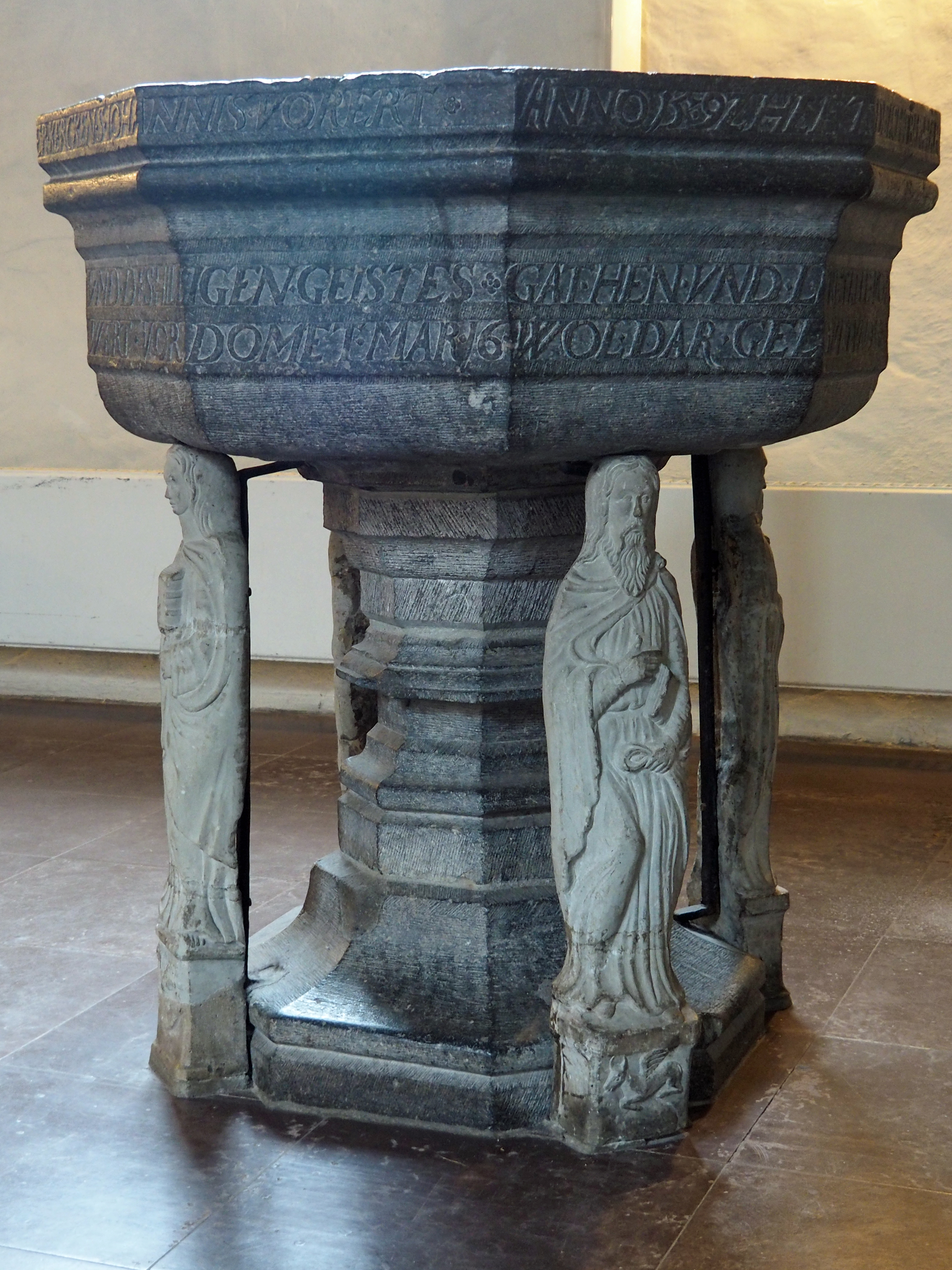
Późnogotycka chrzcielnica